# Стэнфилд, Лакит
Лаки́т Ли Стэ́нфилд (англ. Lakeith Lee Stanfield; род. 12 августа 1991, Сан-Бернардино, Калифорния, США) — американский актёр и рэпер.

## Биография
Лакит Стэнфилд родился в Сан-Бернардино, Калифорния и вырос в Риверсайд и Викторвилл, Калифорния.
В 2009 году Стэнфилд сыграл первую роль в короткометражном фильме Короткий срок 12. Позднее он сыграл эту же роль в полнометражной адаптации, вышедшей в 2013 году. За роль в этом фильме он был номинирован на Премия «Независимый дух» за лучшую мужскую роль второго плана. В 2015 году сыграл Snoop Doggа в фильме Голос улиц. В 2017 году вышла адаптация Тетрадь смерти, где он сыграл одну из главных ролей — детектива L. Стэнфилд сыграл главную роль в фильме «Простите за беспокойство», вышедшем в 2018 году.
С 2016 года играет одну из главных ролей в сериале «Атланта».
В 2021 году Стэнфилд исполнил роль информатора ФБР Уильяма О’Нила в фильме «Иуда и чёрный мессия», за которую был номинирован на премию «Оскар» в категории «Лучшая мужская роль второго плана».
С августа 2015 года Стэнфилд состоит в отношениях с актрисой Зошой Рокемор. В июне 2017 года у него родился сын.

## Фильмография
| Год       |   | Русское название                    | Оригинальное название        | Роль                       |
| --------- | - | ----------------------------------- | ---------------------------- | -------------------------- |
| 2013      | ф | Короткий срок 12                    | Short Term 12                | Маркус                     |
| 2014      | ф | Судная ночь 2                       | The Purge: Anarchy           | Божок                      |
| 2014      | ф | Сельма                              | Selma                        | Джимми Ли Джексон          |
| 2015      | ф | Наркотик                            | Dope                         | Маркус                     |
| 2015      | ф | Убить трубача                       | Miles Ahead                  | Джуниор                    |
| 2015      | ф | Голос улиц                          | Straight Outta Compton       | Snoop Dogg                 |
| 2016      | ф | Сноуден                             | Snowden                      | Патрик Хейнс               |
| 2016—2022 | с | Атланта                             | Atlanta                      | Дариус Эппс                |
| 2017      | ф | Машина войны                        | War Machine                  | Билли Коул                 |
| 2017      | ф | Тетрадь смерти                      | Death Note                   | L                          |
| 2017      | ф | Прочь                               | Get Out                      | Андре Хейворт / Логан Кинг |
| 2018      | ф | Come Sunday                         | Come Sunday                  | Рэгги                      |
| 2018      | ф | Простите за беспокойство            | Sorry to Bother You          | Кэш Грин                   |
| 2018      | ф | Девушка, которая застряла в паутине | The Girl in the Spider's Web | Эд Ниман                   |
| 2019      | ф | Достать ножи                        | Knives Out                   | детектив Эллиот            |
| 2019      | ф | Неогранённые драгоценности          | Uncut Gems                   | Демани                     |
| 2021      | ф | Иуда и чёрный мессия                | Judas and the Black Messiah  | Уильям О'Нил               |
| 2021      | ф | Тем больнее падать                  | The Harder They Fall         | Crawford Goldsby           |
| 2023      | ф | Особняк с привидениями              | Haunted Mansion              | Бен Маттиас                |
| 2024      | ф | Книга Кларенса                      | The Book of Clarence         | Кларенс / Фома             |
| 2025      | ф | Умри, моя любовь                    | Die, My Love                 | Карл                       |
| 2025      | ф | Грязная игра                        | Play Dirty                   | Грофилд                    |
| 2025      | ф | Кровельщик                          | Roofman                      |                            |
|           | ф | Король Лир                          | Lear Rex                     | Эдмунд                     |
|           | ф | Неправильные девицы                 | The Wrong Girls              |                            |